# 965
965 је била проста година.

## Догађаји
- Краљ Лотар III користи кризу наследства у Фландрији и заузима многе градове, али га на крају одбијају присталице Арнулфа II, сина Балдуина III и бившег сувладара Фландрије. Лотар покушава да повећа свој утицај у Лотарингији, коју је некада држала династија Каролинга.
- Болеслав I, војвода од Бохемије, проширује своју територију на пољске територије Горње Шлеске и Малопољске. Заузимајући град Краков, он контролише важне трговачке путеве од Прага до Кијева и Лавова. Пољски кнез Мјешко I Пјаст склапа савез са Болеславом и жени његову ћерку Добраву.
- Хазарску тврђаву Саркел, која се налази на доњем Дону, заузела је Кијевска Русија под великим кнезом Свјатославом I. Град је преименован у Бела Вежа и населили су га Словени.

## Смрти
- 1. март — Лав VIII, римски папа
- 4. јул — Бенедикт V, римски папа
- 23. септембар — Ал-Мутанаби, арапски пјесник (р. 915)